# Stachlerkopf
Stachlerkopf är en bergstopp i Liechtenstein. Den ligger i den sydöstra delen av landet, 6 km öster om huvudstaden Vaduz. Toppen på Stachlerkopf är 2 071 meter över havet, eller 58 meter över den omgivande terrängen. Bredden vid basen är 0,20 km.